# Valencia de las Torres
Valencia de las Torres è un comune spagnolo di 790 abitanti situato nella comunità autonoma dell'Estremadura.